# Kuchelbergkopf
Der Kuchelbergkopf ist die höchste Erhebung im Kuchelberggrat in den Ammergauer Alpen auf dem gemeindefreien Gebiet Ettaler Forst.
Im Westen folgt die Kreuzspitze und im Osten der wenig niedrigere Kuchelbergspitz im weiteren Verlauf des Grates.
Der Kuchelbergkopf kann bei der Gratüberschreitung mitgenommen werden.